# Верхнее Алькеево
Ве́рхнее Альке́ево (тат. Югары Әлки) — село в Алькеевском районе Республики Татарстан. Входит в состав Нижнеалькеевского сельского поселения.

## География
Верхнее Алькеево находится в часовой зоне МСК (московское время). Смещение применяемого времени относительно UTC составляет +3:00.

## История
В «Списке населенных мест по сведениям 1859 года», изданном в 1866 году, населённый пункт упомянут как казённая деревня Верхнее Алькеево 1-го стана Спасского уезда Казанской губернии. Располагалась при речке Атасе, на просёлке, соединяющем большой коммерческий Самарский тракт с Симбирским, в 54 верстах от уездного города Спасска и в 30 верстах от становой квартиры во владельческом селе Воскресенское (Гусиха). В деревне в 128 дворах жили 847 человек (396 мужчин и 451 женщина). Была мечеть.

## Население
| Численность населения |      |      |      |      |      |      |      |      |      |      |      |      |      |
| 1782                  | 1859 | 1897 | 1908 | 1926 | 1938 | 1949 | 1958 | 1970 | 1979 | 1989 | 2002 | 2010 | 2015 |
| 108                   | 847  | 1008 | 1189 | 729  | 879  | 718  | 868  | 692  | 579  | 413  | 370  | 276  | 286  |

Национальный состав села — татары.